# Десята авеню

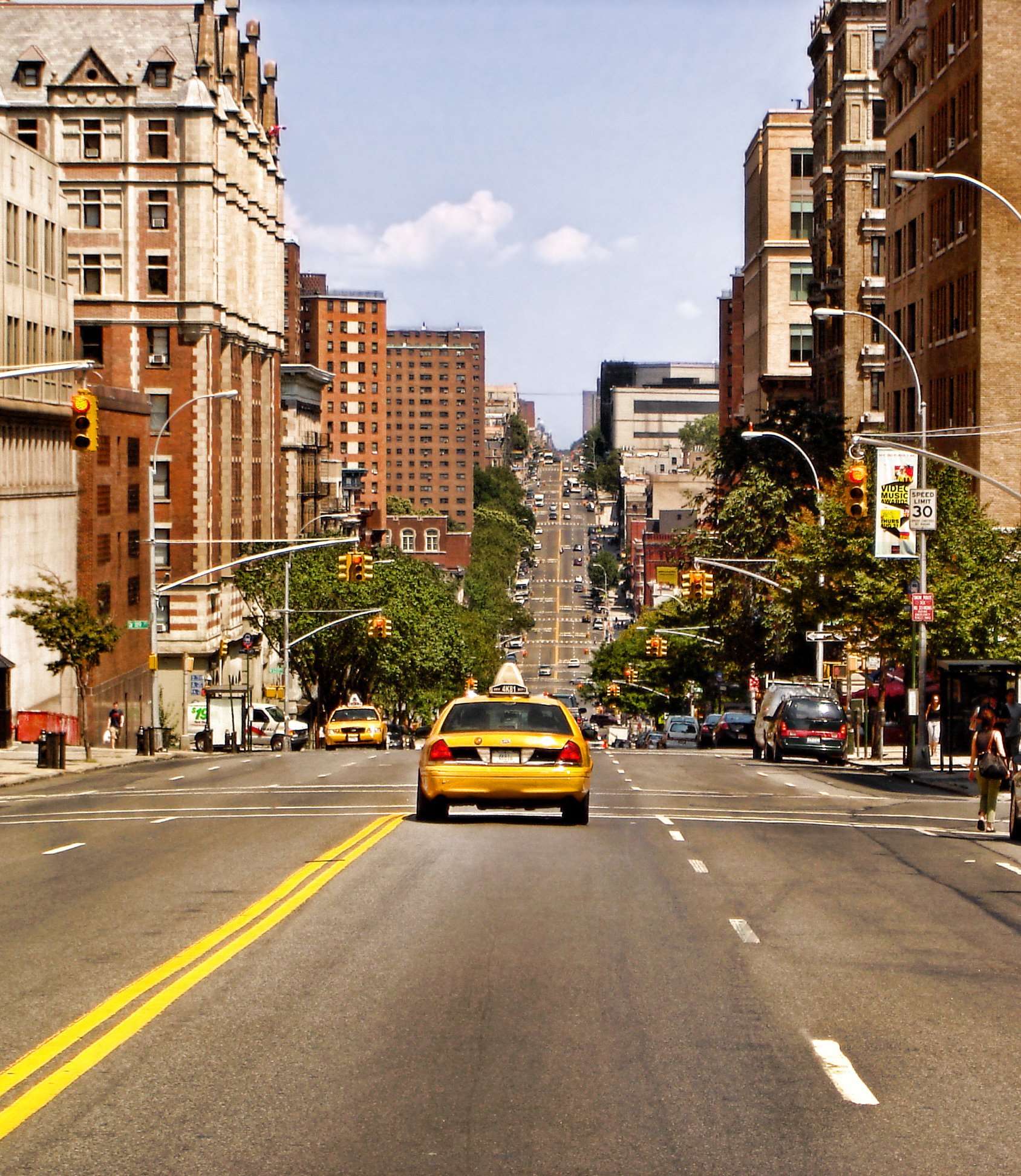
Амстердам-авеню, на північ від 119-ї вулиці в бік Гарлема

Десята авеню, також відома як Амстердам-авеню (англ. Tenth Avenue, Amsterdam Avenue) — вулиця з півночі на південь на західній частині Мангеттена в Нью-Йорку між 59-ю та 193-ю вулицями. По ній пролягає рух вгору (у північному напрямку) до Західної 110-ї вулиці (також відомої як Cathedral Parkway), після чого продовжується як вулиця з двостороннім рухом.

## Опис
Десята авеню починається кварталом нижче на Gansevoort Street та Eleventh Avenue у районі Вест-Віллідж / Мітпекінг. На найпівденнішій ділянці (чотири квартали нижче 14-ї вулиці) Десята авеню йде на південь. На північ від 14-ї вулиці Десята авеню проходить вгору (на північ) протягом 45 кварталів як вулиця з одностороннім рухом. На перетині з 59-ю вулицею вона стає Амстердам-авеню і продовжує рух як вулиця з одностороннім рухом на північ до 110-ї вулиці (Cathedral Parkway), де відновлюється двосторонній рух.